# Wei Qing
Wèi Qīng (kineski: 衛青, Wei Ch'ing), (? - 106. pr. Kr.) bio je kineski vojskovođa u službi dinastije Han, koji se kao zapovjednik vojske cara Wua proslavio uspješnim pohodima protiv naroda Xiongnu. 
Polusestra mu je bila carica Wei Zifu.